# Университет Канберры
Университет Канберры (англ. University of Canberra, сокращ. UC) — государственный исследовательский университет с главным кампусом, расположенным в Брюсе, Канберра, Австралийская столичная территория. Кампус находится в нескольких минутах ходьбы от пригорода Вестфилд Белконнен и в 8,7 км (5,4 мили) от торгового центра Canberra Centre. UC предлагает курсы бакалавриата и магистратуры, охватывающие пять факультетов: здравоохранение; искусство и дизайн; бизнес, управление и право; педагогика; наука и технологии.
Университет Канберры сотрудничает с двумя местными школами Австралийской столичной территории: UC Senior Secondary College Lake Ginninderra и University of Canberra High School Kaleen. Колледж Университета Канберры обеспечивает путь в университет для местных и иностранных студентов.

## История
Университет Канберры был впервые основан в 1967 году как Канберрский колледж повышения квалификации. Канберрский колледж повышения квалификации стал Канберрским университетом в 1990 году при спонсорской поддержке Университета Монаша.
С 1970 года университет окончили более 70 000 студентов.
Университет Канберры вырос на 78 % с 2007 года, увеличившись с 7300 студентов до более 13 000 в 2014 году. Средний австралийский рейтинг поступления в высшие учебные заведения для студентов Университета Канберры составляет примерно 71.

### Камень основания и День камня

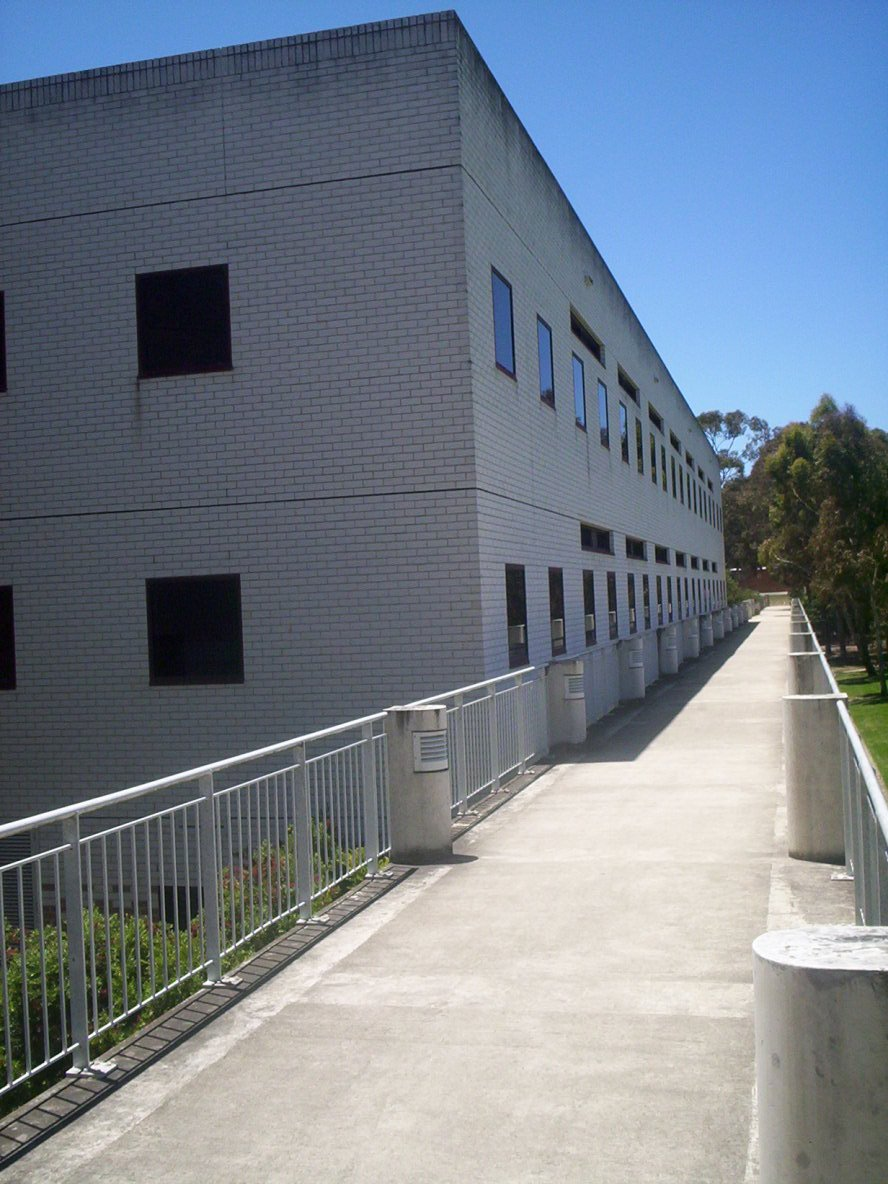
Корпус 11, переход, соединяющий трапезную со спортзалом

В конце года после окончания занятий, но перед экзаменами ранее проводился Stone Day, музыкальный фестиваль с участием местных групп, который длился несколько дней. День накануне был известен как Stone Eve. Он начался как ежегодное празднование по случаю закладки первого камня премьер-министром Джоном Гортоном 28 октября 1968 года. Камень выставлен возле корпуса 1 университета, и на нём есть надпись: This Stone was unveiled by the right honourable J.G. Gorton, M.P., Prime Minister of Australia, on 28 October 1968, to mark the establishment of the Canberra College of Advanced Education (Этот камень был открыт достопочтенным Дж. Г. Гортоном, членом парламента, премьер-министром Австралии, 28 октября 1968 года, чтобы отметить создание Канберрского колледжа повышения квалификации).
С годами программа Stone Day постепенно становилась всё больше и больше, в конечном итоге охватив целую неделю и превратившись в один из самых популярных музыкальных фестивалей Австралии. Первые торжества по случаю основания были проведены в 1971 году. В 1973 году празднование Дня камня проводилось в течение двух дней, а в 1976 году оно было увеличено до целой недели. В 1980-х и 1990-х годах Stoneweek стал популярным развлекательным мероприятием в Канберре, которое в 2000 году стало называться Stonefest. Начиная с 2012 года мероприятие Stonefest несколько лет не проводилось в Университете Канберры. В 2014 году университет решил создать мини-музыкальный фестиваль «Стоунфест», на котором был диджей и проводилось множество мероприятий. Он не был хорошо принят публикой, и с тех пор не проводился. В июне 2019 года Университет Канберры объявил, что Stonefest вернётся в октябре в расширенном формате с выступлениями как местных, так и международных исполнителей.

## Кампус

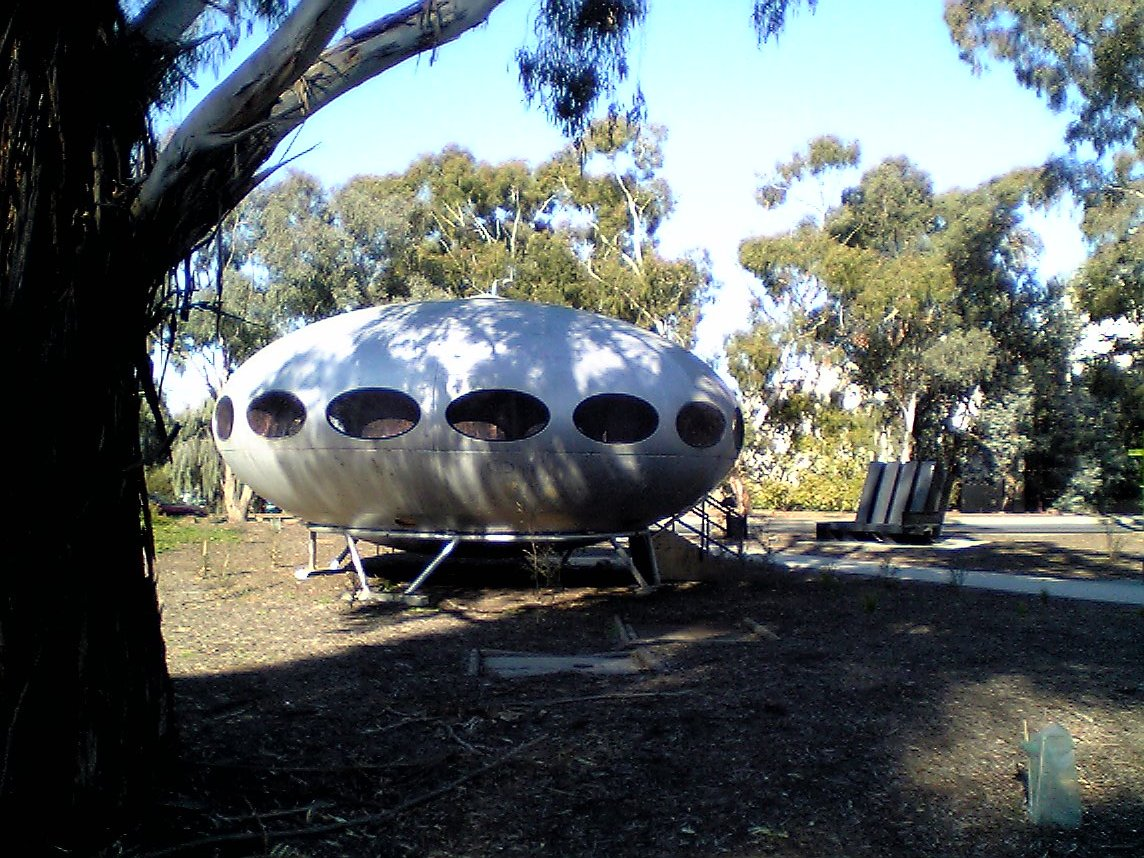
Дом Футуро в Университете Канберры

Университет имеет один кампус, расположенный в пригороде Брюсе, который охватывает 290 акров зданий, дорог и подъездных путей. Здесь чуть более 28 зданий, каждое из которых посвящено определённой учебной дисциплине или факультету. Большинство этих зданий расположены вокруг главного корпуса.

### Библиотека
Библиотека Университета Канберры расположена в корпусе 8. В здании четыре этажа. В 1974 году коллекция библиотеки пополнилась стотысячным томом.

### Удобства
Столовая — это главный ресторанный зал, расположенный в здании 1, которым управляет UC Union. Здесь есть кафе, почта, универсальный магазин, бильярдные столы и лаунджи, а также концертная площадка. Наверху есть учебные комнаты, которые могут быть забронированы студентами и сотрудниками.
Хаб расположен под главным вестибюлем, в нём есть кафе, парикмахерская и отделение Австралийского банка Содружества. Студии студенческой радиостанции 87.8 UCFM Университета Канберры также расположены в The Hub. В Хабе также выступают диджеи.
Спортивно-оздоровительный центр расположен в здании 29 с тренажёрным залом и является домом для администрации Brumbies Rugby. Рядом в корпусе 4 есть площадки для баскетбола и сквоша.

### Размещение студентов
Для студентов есть три варианта размещения: UniLodge (состоящий из Cooper Lodge, Weeden Lodge и совсем недавно UC Lodge, все находятся в ведении UniLodge Australia Pty Ltd), Campus West (в ведении UniLodge) и University Gardens (расположен в соседнем пригороде), Белконнен, управляемый UniGardens Pty). Все варианты предоставляются всем студентам, включая иностранных студентов.

## Организация и администрация

### Администрация
Нынешним ректором университета с 1 января 2014 года является Том Калма, офицер Ордена Австралии, старейшина австралийских аборигенов кунгараканского народа и борец за права человека и социальную справедливость.
Нынешним вице-ректором университета с 6 апреля 2020 года является профессор Пэдди Никсон, технолог и учёный-информатик. Бывшим вице-ректором с 1 сентября 2016 года по 21 декабря 2019 года был профессор Дип Сайни, физиолог растений.
Как и большинство австралийских университетов, Университет Канберры получает большую часть своих доходов от финансирования правительства Австралии и платы за обучение студентов. Правительство Австралийской столичной территории обеспечивает около одного процента операционного бюджета университета.

### Факультеты
В Университете Канберры 5 факультетов:
Искусство и дизайн
Факультет искусства и дизайна специализируется на архитектуре, ландшафтной архитектуре, графическом дизайне, коммуникационных исследованиях, культуре и наследии, журналистике, творческом письме и поэзии, международных отношениях и медиаискусстве. У факультета две школы: Школа дизайна и создания среды и Школа искусств и коммуникации.
Бизнес, управление и право
Факультет делового управления и права предлагает следующие курсы: бухгалтерский учёт, прикладная экономика, бизнес-администрирование, бизнес-информатика, строительство, экономика, финансы, право, менеджмент, маркетинг, политика, социология, государственная политика, туризм и градостроительство.
Педагогика
Педагогический факультет предлагает курсы, предназначенные для охвата всех этапов подготовки учителей знаниями по раннему детству, начальному и среднему образованию.
Здравоохранение
Факультет здравоохранения готовит смежных медицинских работников, в том числе медсестёр, акушеров, эрготерапевтов, оптометристов и окулистов, психологов, физиотерапевтов, аптекарей, диетологов, рентгенологов, логопедов, учёных-физкультурников и специалистов по спортивному менеджменту.
Наука и технология
Факультет науки и технологий обучает студентов наукам об окружающей среде, биомедицине и криминалистической экспертизе а также информационным технологиям, информационным системам, инженерии и математике.
UC также предлагает ряд двойных степеней, которые объединяют две степени разных факультетов.

## Академический профиль

### Рейтинги
Университет входит в число 20 лучших молодых университетов мира в рейтинге молодых университетов Times Higher Education (THE) 2020 года. Университет поднялся на 18-е место с 34-го в последнем списке THE лучших университетов в возрасте до 50 лет.

### Исследовательские центры
В университете есть ряд исследовательских центров, относящихся к его сильным направлениям исследований:
- Институт прикладной экологии[21]
- Институт управления и анализа политики
- Научно-исследовательский институт спорта и физических упражнений
- Центр творческих и культурных исследований
- Центр новостей и медиа исследований
- Центр исследований терапевтических решений
- Образовательный исследовательский центр STEM
- Научно-исследовательский центр сестринского дела и акушерства SYNERGY
- Исследовательский центр Нексус
- Городское и региональное будущее Канберры
- Совместная исследовательская инициатива коренных народов
- Сеть совместных исследований будущего бассейна Мюррей-Дарлинг
- Центр совместных исследований инвазивных животных